# 斜角镜头

一名行人晕倒在纽约的人行道上。这张照片运用斜角镜头拍摄。

斜角镜头又称荷兰式镜头（英語：Dutch angle）、荷兰式上下直摇（Dutch tilt）或破水平，是一种剧烈移动镜头的電影拍摄手法，这种镜头手法通常用来表示迷失、迷惑的氛围，令画面失去平衡感。虽然名为“荷兰式”，这种手法和荷兰并无关系，而是德国表现主义电影作品的常用手法，因英文和德文拼写相近而易混淆。具体的做法是在水平方向上倾斜镜头，令其与正常视角的水平线成一角度。

## 历史和用法

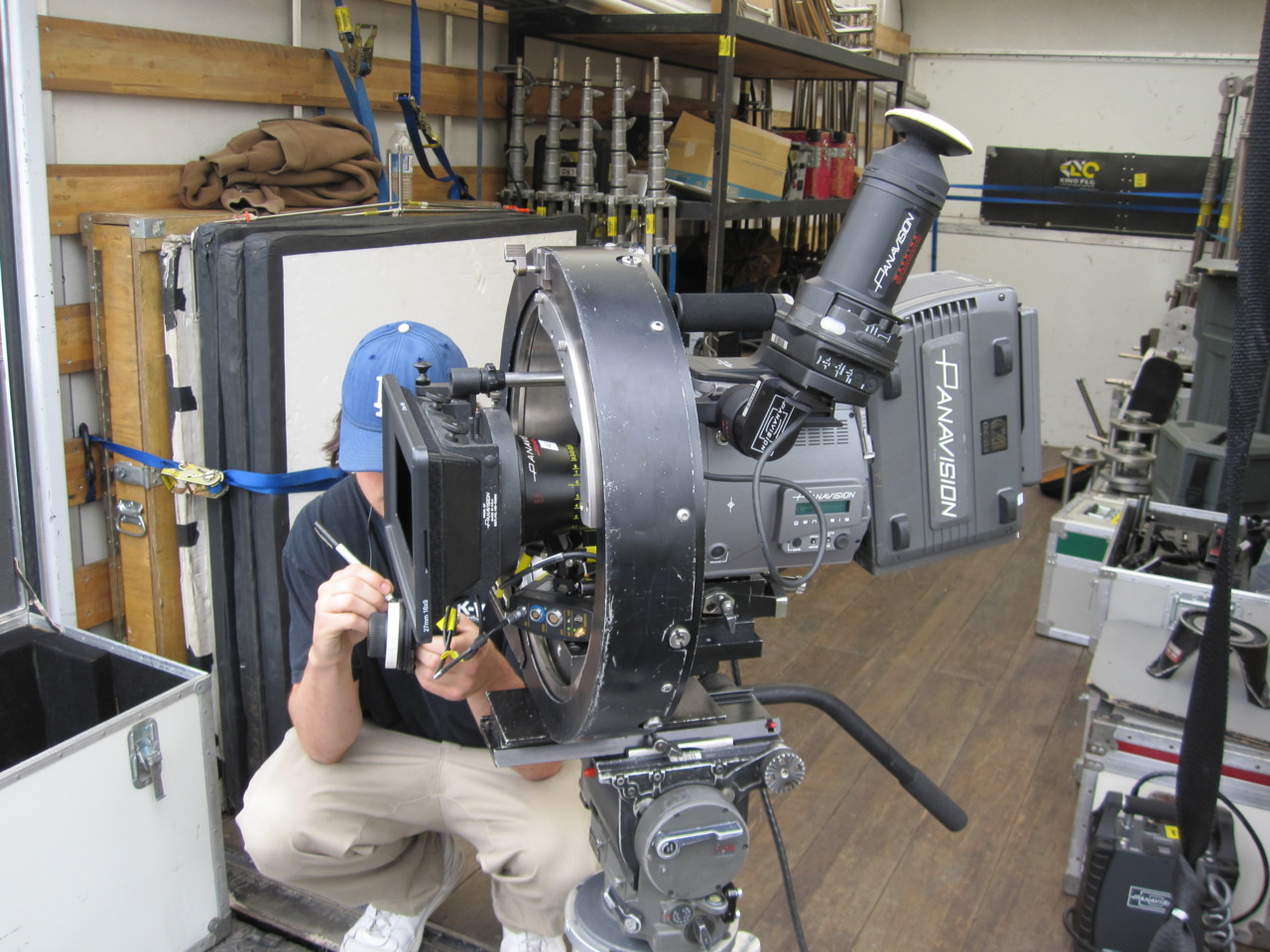
准备好拍摄斜角镜头的摄像机

苏联导演吉加·维尔托夫于1929年执导的实验纪录片《持摄影机的人》中使用了斜角镜头和许多他独创的摄影技术。1949年电影《黑狱亡魂》中大量使用斜角镜头表现主角在异国的疏离感。本片导演卡洛·李称，另一位名导演威廉·惠勒送给他一支水准管，讽刺他炫技，叫他拍摄电影时多用传统的摄影角度。
20世纪60年代，《蝙蝠侠》系列电视剧及1966年衍生的电影作品也大量采用斜角镜头，为每名反派单独设置角度，以表现其特征。
一些有视觉艺术背景的导演也常常在电影中使用斜角镜头表达癫狂、迷惑和毒品幻觉，例如蒂姆·伯顿执导的《剪刀手爱德华》《艾德·伍德》、特里·吉列姆执导的《妙想天开》《奇幻城市》《十二只猴子》《涨潮海岸》等。美国导演山姆·雷米的《鬼玩人》三部曲中用斜角镜头表现一个人被鬼占据。
电影中的斜角镜头多为固定角度，左斜和右斜交替使用，也有绕斜轴旋转和追拍。斜角镜头的使用通常容易察觉，也容易被滥用。2000年电影《地球战场》就因为充斥斜角镜头而遭受猛烈批评。影评人罗杰·伊伯特批判道：“本片的导演罗杰·克里斯蒂安从优秀的电影导演那里学来了倾斜镜头的手法，但他并没学来为何要这么做。”
除了电影以外，電子遊戲也常常应用斜角镜头，如生化危机系列的早期作品和寂静岭系列之类的恐怖游戏，而侠盗猎车手系列的最近几部作品在主角死亡时也采用斜角镜头，效果类似上文的行人昏迷照片。电子游戏中更常应用的是固定角度的斜角镜头，目的同样是令受众产生不安心理。

## 图库

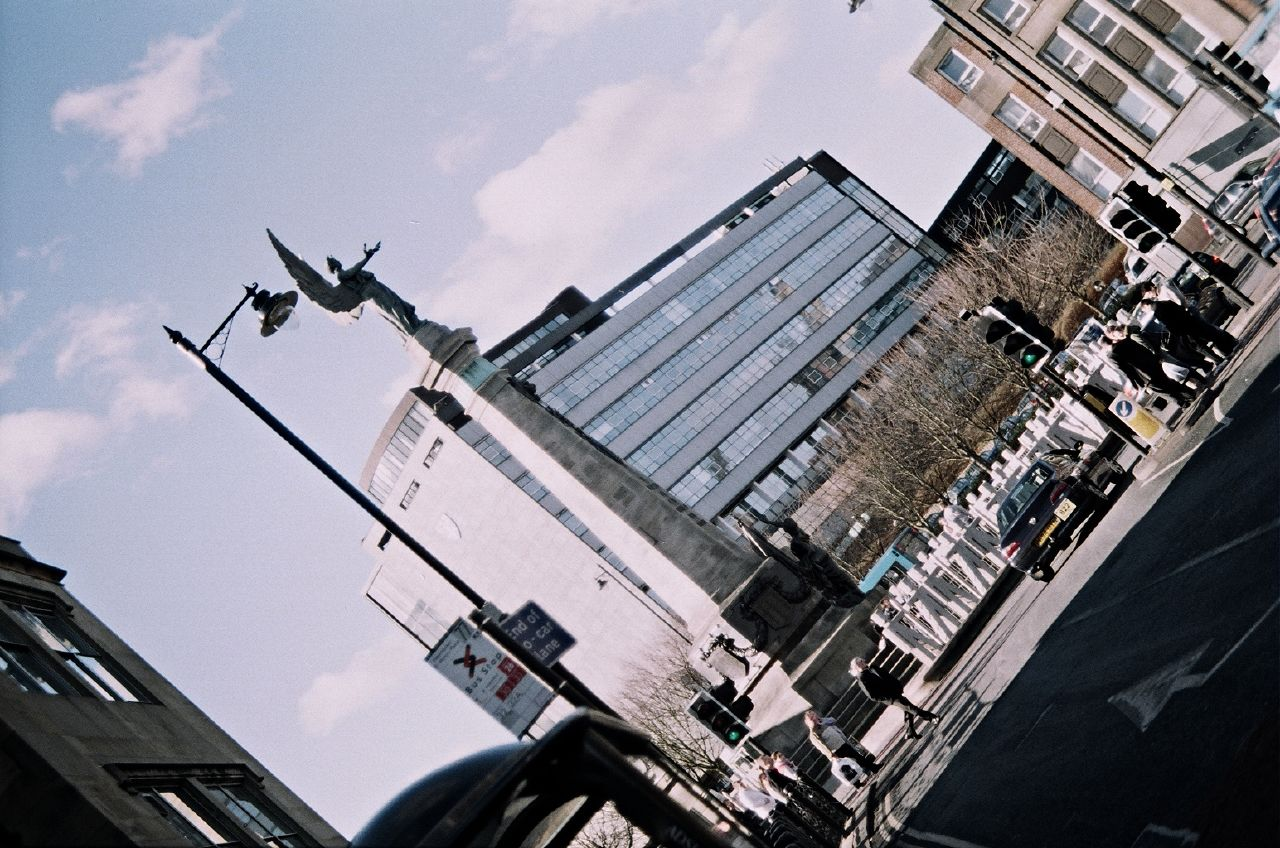
战争纪念碑
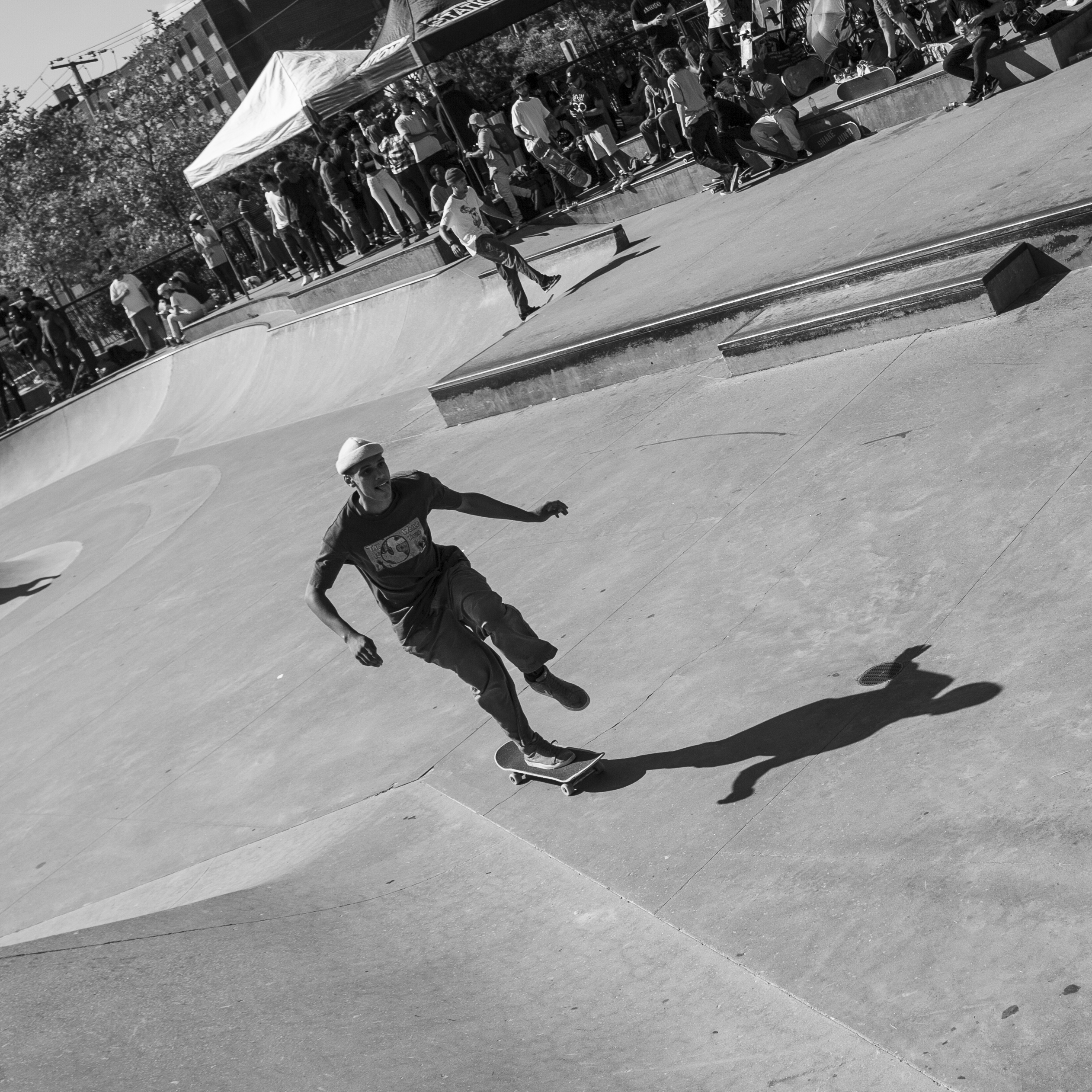
滑板玩家
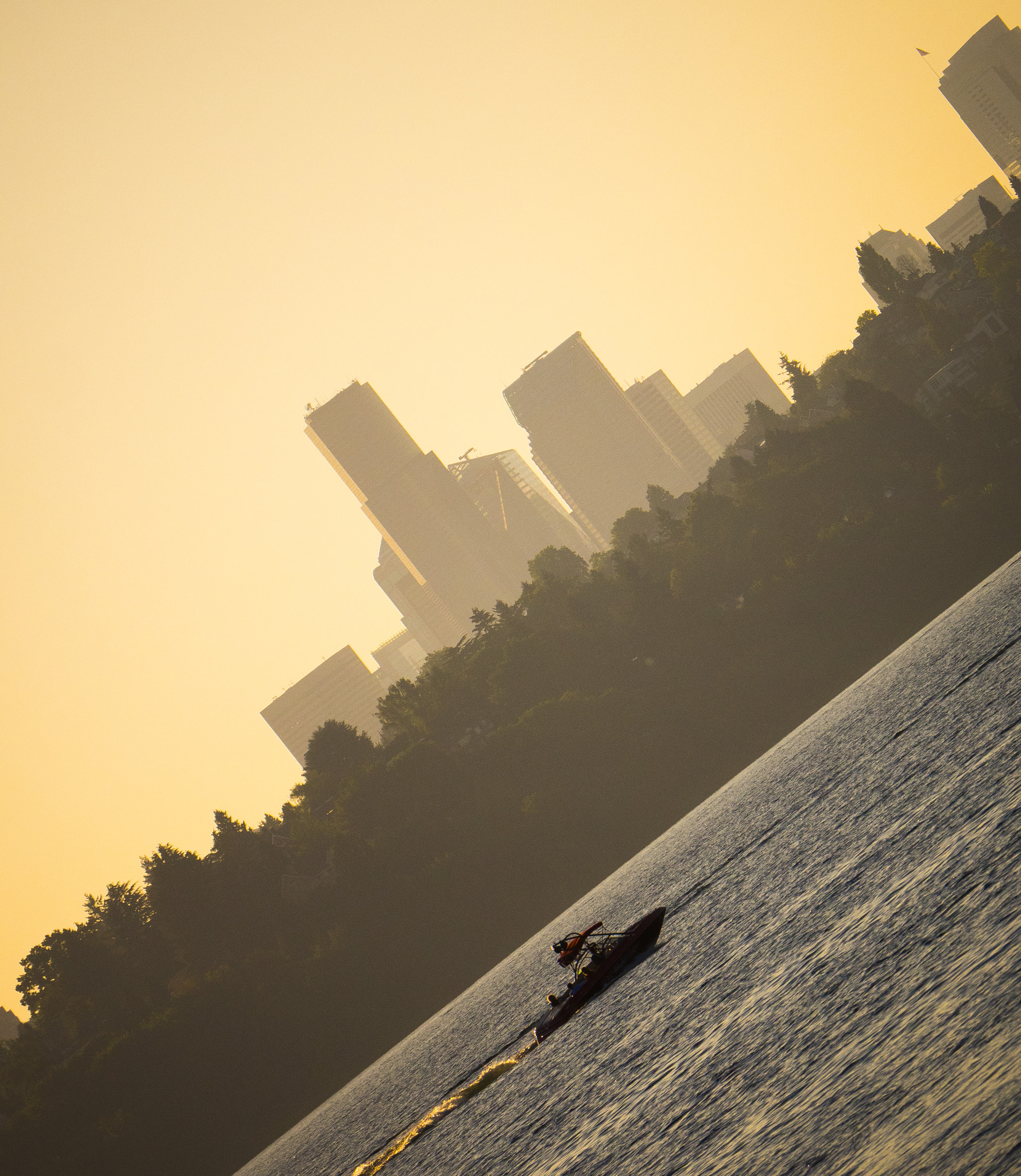
西雅图的日落
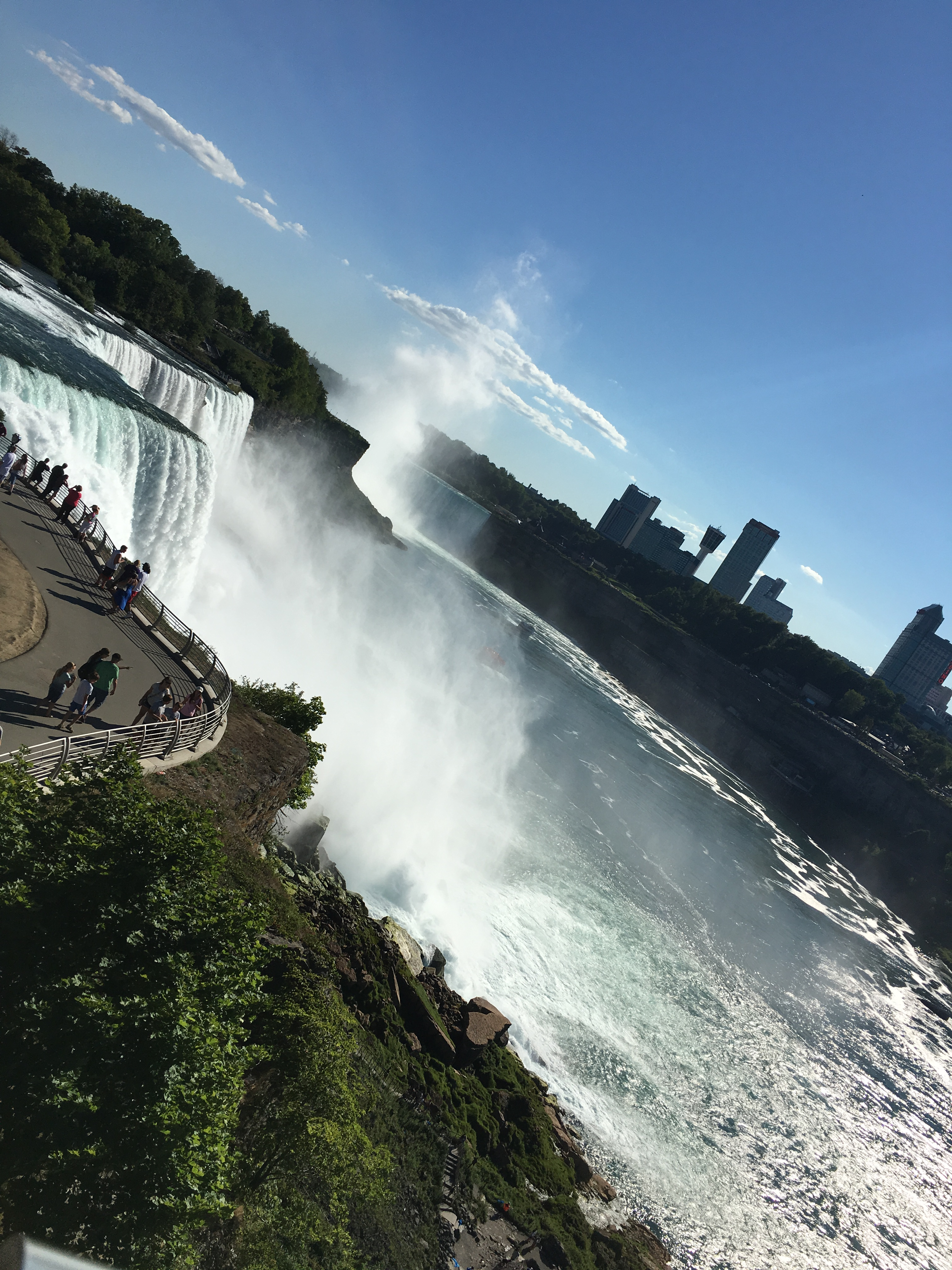
尼亚加拉瀑布
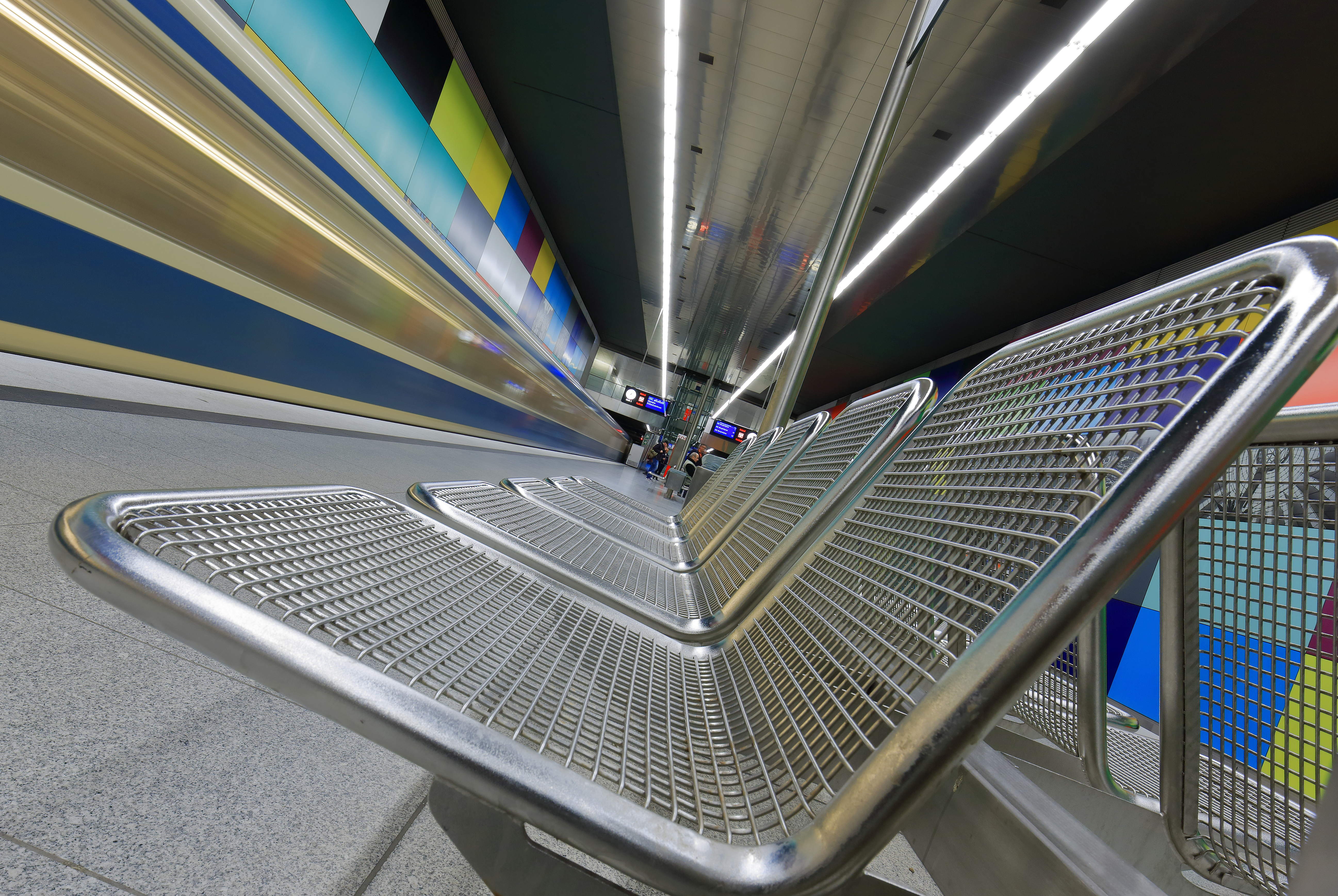
慕尼黑地铁站的座椅
康尼岛的人群
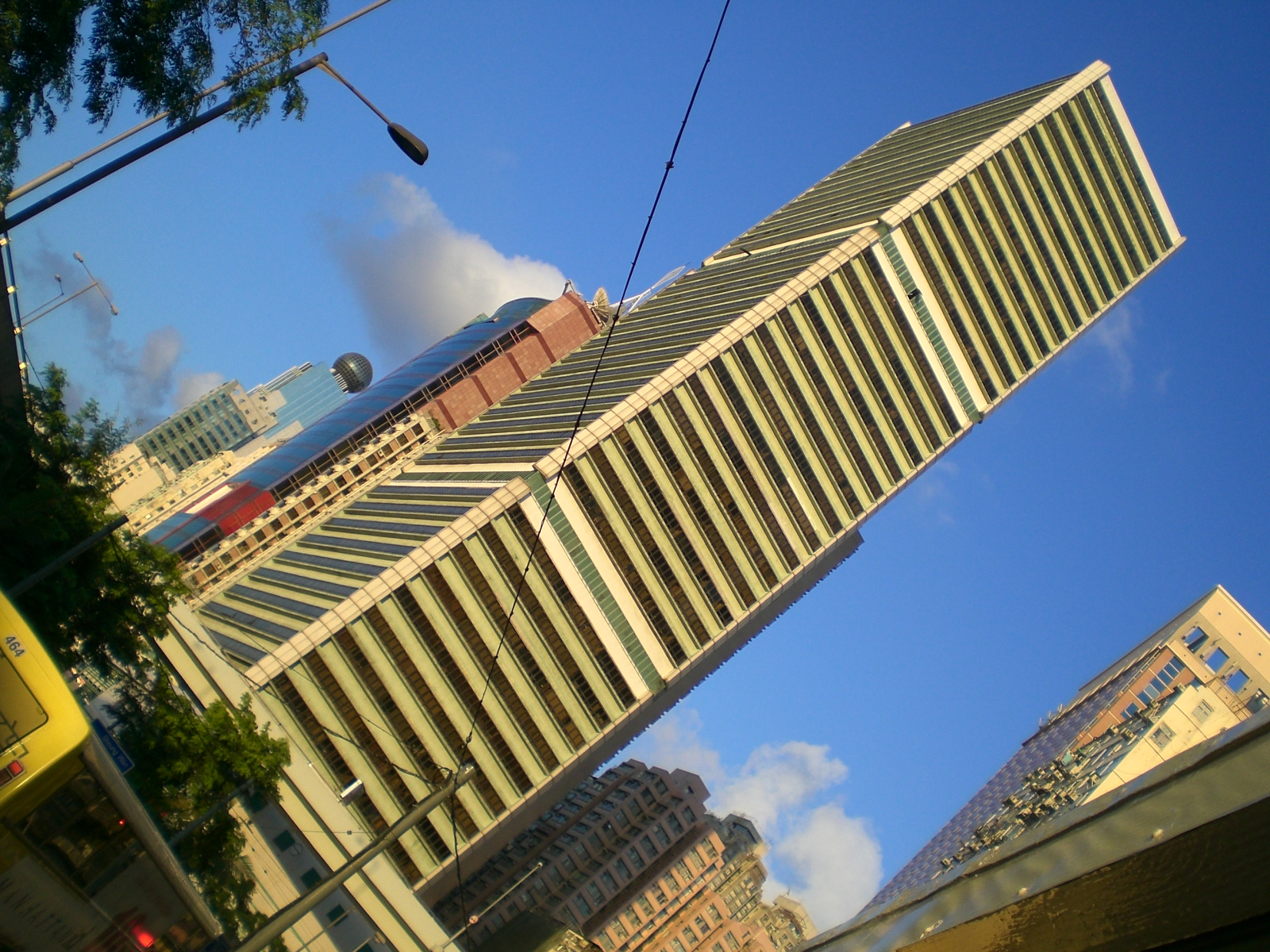
香港商业中心
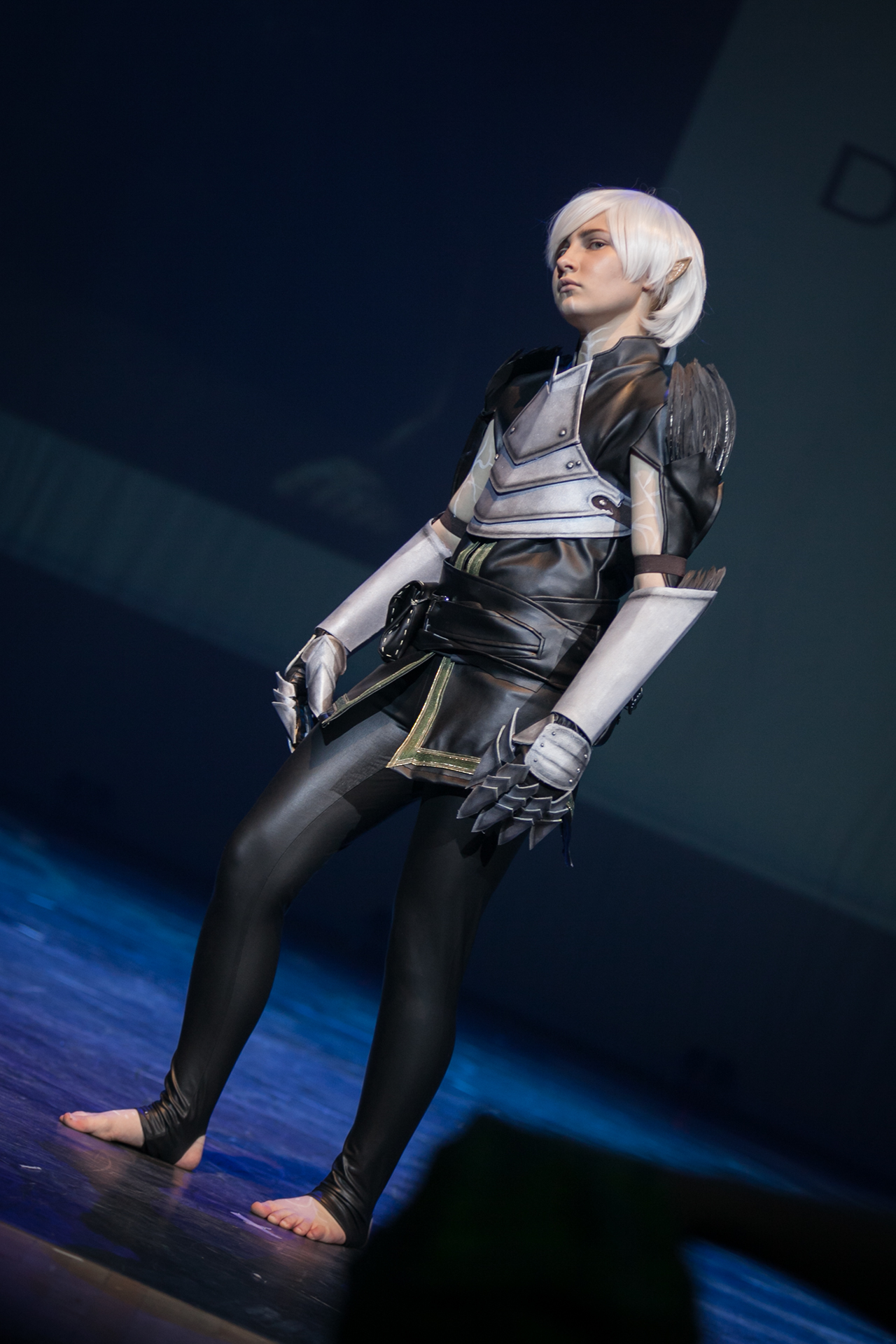
游戏《闇龍紀元II》的cosplayer